# امکندورف
امکندورف (به آلمانی: Emkendorf) یک شهر در آلمان است که در رندسبورگ-اکرنفورده واقع شده‌است.
 امکندورف  ۱٬۴۶۷ نفر جمعیت دارد.